# Berlin Station
Berlin Station är en amerikansk dramaserie från 2016, skapad av Olen Steinhauer. Seriens huvudroller spelas av Richard Armitage, Rhys Ifans, Leland Orser, Michelle Forbes och Richard Jenkins. I Sverige visas serien på HBO Nordic. Berättelsen följer olika CIA-agenter, som arbetar på CIA-stationen i Berlin, Tyskland.

## Rollista (i urval)
- Richard Armitage – Daniel Miller (säsong 1–3)
- Rhys Ifans – Hector DeJean
- Leland Orser – Robert Kirsch
- Michelle Forbes – Valerie Edwards
- Richard Jenkins – Steven Frost (säsong 1–3)
- Tamlyn Tomita – Sandra Abe (säsong 1)
- John Doman – Richard Hanes (säsong 2)
- Jannis Niewöhner Armando, undercover agent (säsong 2)
- Keke Palmer – April Lewis (säsong 2–3)
- Ashley Judd – BB Yates (säsong 2-3)
- Ismael Cruz Córdova – Rafael Torres (säsong 3)